# Christophe Eggimann
Christophe Eggimann, né le 23 septembre 1976 à Châtillon, est un footballeur français international de football de plage.
Il évolue au poste de gardien de but.

## Palmarès

### Football
Cassis Carnoux
- Vainqueur de la Coupe de Provence en 2007

### Beach soccer
- Finaliste de la Coupe d'Europe de football de plage en 2006
- Élu meilleur gardien de la Coupe d'Europe de football de plage en 2006